# Borgo Santa Lucia
Borgo Santa Lucia (ou, mais simplesmente, Santa Lucia) é um bairro histórico de Nápoles.